# OK!

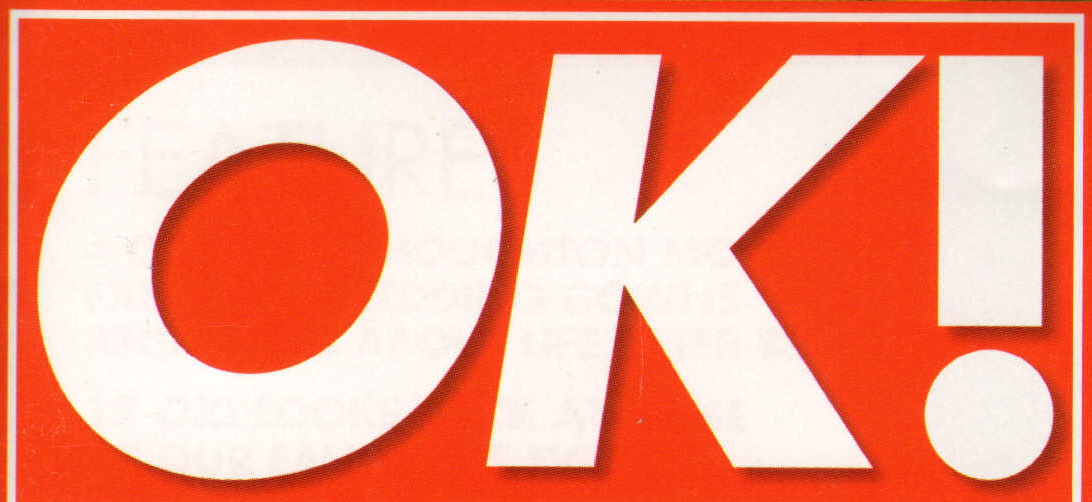
Logo-ul revistei OK!

OK! este o revistă britanică lunară dedicată știrilor despre celebritățile locale și internaționale.
A fost lansată în 1993 și are mai mult de 40 de milioane de cititori pe lună în întreaga lume.
Revista este deținută de trustul Northern & Shell.
Începând din 2004, când revista a fost lansată în Australia, OK! Magazine a început să se extindă la nivel internațional.

## OK! în România
Revista OK! este prezentă și în România din martie 2010, fiind cea de-a 21-a ediție din lume.
Revista are apariție bilunară și este publicată de Adevărul Holding.